# Sopela (métro de Bilbao)
Pour la commune, voir Sopela.
Sopela est une station de la ligne 1 du métro de Bilbao. Elle est située sur le territoire de la commune de Sopela, dans le Grand Bilbao, province de Biscaye de la communauté autonome du Pays Basque, en Espagne. Elle se trouve en zone 3.

## Situation sur le réseau
Établie en surface, la station Sopela est située entre Urduliz à l'est, en direction de Plentzia, et Larrabasterra à l'ouest, en direction d'Etxebarri.

Plan du métro.

## Histoire
La station Sopela est ouverte aux voyageurs le 11 novembre 1995 lors de la mise en service de la ligne 1 du métro.
Du 6 avril 2015 au 10 avril 2017, elle est provisoirement terminus nord de la ligne pendant les travaux sur le tronçon jusqu'à Plentzia.

## Services aux voyageurs

### Accès et accueil
Elle dispose de deux entrées, une rue Zubigane et l'autre rue Lizarre.

### Desserte
Sopela est desservie par des rames de la ligne 1 du métro de Bilbao.